# Karel Gut
Karel Gut, född 16 september 1927 i Uhříněves i Tjeckoslovakien, död 6 januari 2014 i Prag i Tjeckien, var en tjeckoslovakisk ishockeyspelare och tränare. Han spelade i tjeckoslovakiska ligan. Som spelare vann han tre bronsmedaljer vid världsmästerskap med tjeckoslovakiska landslaget. Han blev senare tränare för Tjeckoslovakiens landslag, och blev världsmästare 1976 och 1977. Han valdes in i IIHF Hall of Fame 1998. Han avled 2014, 86 år gammal.

### Fotnoter
1. ↑  ”Karel Gut har somnat in”. corren.se. 6 januari 2014. Arkiverad från originalet den 6 januari 2014. https://web.archive.org/web/20140106144527/http://www.corren.se/sport/karel-gut-har-somnat-in-6684143-artikel.aspx. Läst 6 januari 2014.
2. ↑  ”Český hokej přišel o velkou osobnost, ve věku 86 let zemřel Karel Gut” (på tjeckiska). Lidové noviny. lidovky.cz. 6 januari 2014. http://sport.lidovky.cz/cesky-hokej-prisel-o-velkou-osobnost-ve-veku-86-let-zemrel-karel-gut-1d9-/hokej.aspx?c=A140106_114150_ln-sport-hokej_lso. Läst 6 januari 2014.